# November (Band)
November ist eine schwedische Rockband, die 1969 in Stockholm von Christer Stålbrandt, Richard Rolf und Björn Inge gegründet wurde.

## Bandgeschichte
Ihre Musik ist im Wesentlichen vom amerikanischen Acid Rock beeinflusst, mit Einflüssen von Heavy Metal und Blues, und ähnelt einer Mischung aus Cream, Mountain und Led Zeppelin. November begann 1968 in Tegelhögen, einem Jugendclub in Vällingby (einer Stockholmer Vorstadt). In diesem Club spielten Christer Stålbrandt und Björn Inge mit zwei Freunden als The Imps. Nach ein paar Monaten verließ Stålbrandt die Gruppe, um eine neue Band namens Train zu gründen. Björn Inge schloss sich bald danach an. Zu Train gehörte ebenfalls Snowy White als Gitarrist. Im Frühherbst 1969 entschloss sich Snowy in sein Heimatland England zurückzukehren, und Richard Rolf schloss sich als neuer Gitarrist an.
Am 1. November 1969 spielten sie als Vorband von Fleetwood Mac im Que-Club in Göteborg und gaben sich deshalb den Bandnamen November.
November war eine der ersten schwedischen Rockbands mit schwedischen Texten. Die meisten Texte wurden von Stålbrandt geschrieben, der beeinflusst war von der 60er Hippie-Bewegung. Trotz der schwedischen Texte wurde November in England erfolgreich. Während der England-Tourneen wurden die Texte oft ins Englische übersetzt, die Fans bestanden jedoch darauf, dass die schwedischen Texte gesungen wurden.
November nahm vier Alben auf, drei Studioalben und ein Livealbum. Nach ihrem letzten Konzert im Club Domino auf der Silvesterparty 1972 trennte sich November. Erst am 30. November 1993 gab es bei der Release-Party zu ihrer 1971 aufgenommenen Live-CD ein Wiedersehen mit ihnen.
Christer Stålbrandt baute die schwedische Gruppe Saga auf, Björn Inge schloss sich den Jazzrockern Energy an und Richard Rolf wurde eines der Gründungsmitglieder von Bash.
Am 27. Januar 2007 traten sie wieder gemeinsam auf der 20-Jahr-Feier des Mellotronen-Labels auf und hatten auch danach wieder mehrere Auftritte.

## Diskografie

### Alben
- En ny tid är här... (LP Sonet Records 1970)
- 2:a November (LP Sonet Records 1971)
- 6:e November (LP Sonet Records 1972)
- Live (CD/LP Sonet Records / Mellotronen Records 1993, aufgenommen 1971)

### Singles
- Mount Everest / Cinderella (7” Sonet Records 1970)
- Men mitt hjärta ska vara gjort av sten / Mouchkta (Drömmen om malin) (7” Sonet Records 1971)
- Mount Everest / Nobody’s Hand to Hold (7” Sonet Records 1971)
- Tillbaks till Stockholm / Sista Resan (7” Sonet Records 1971)

### Sampler-Beiträge
- Ta ett steg in i sagans land auf The Essence of Swedish Progressive Music 1967-1979 - Pregnant Rainbows for Colourblind Dreamers (Premium Records 2007)